# Heinrich der Ältere von Plauen

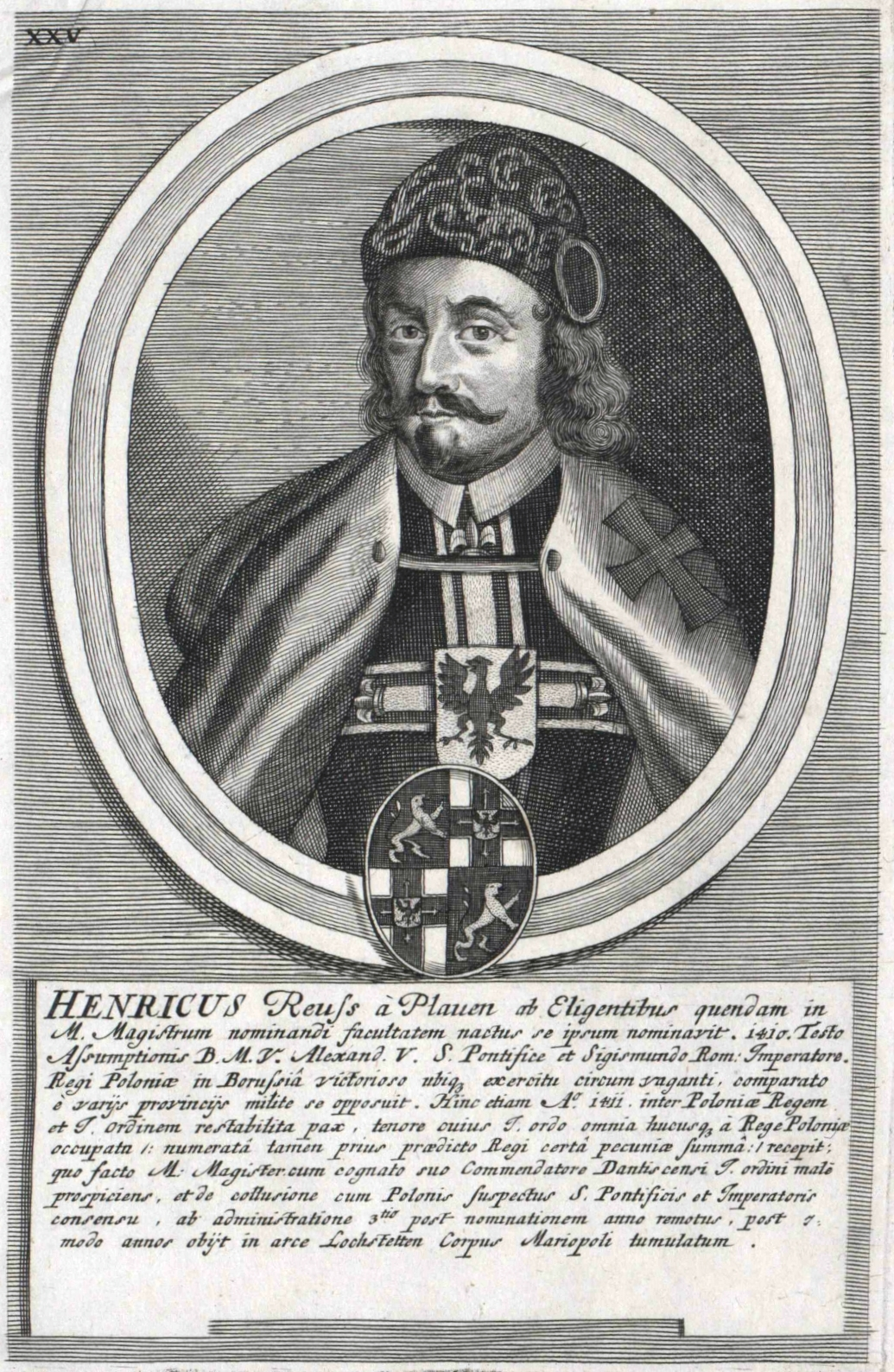
Heinrich von Plauen

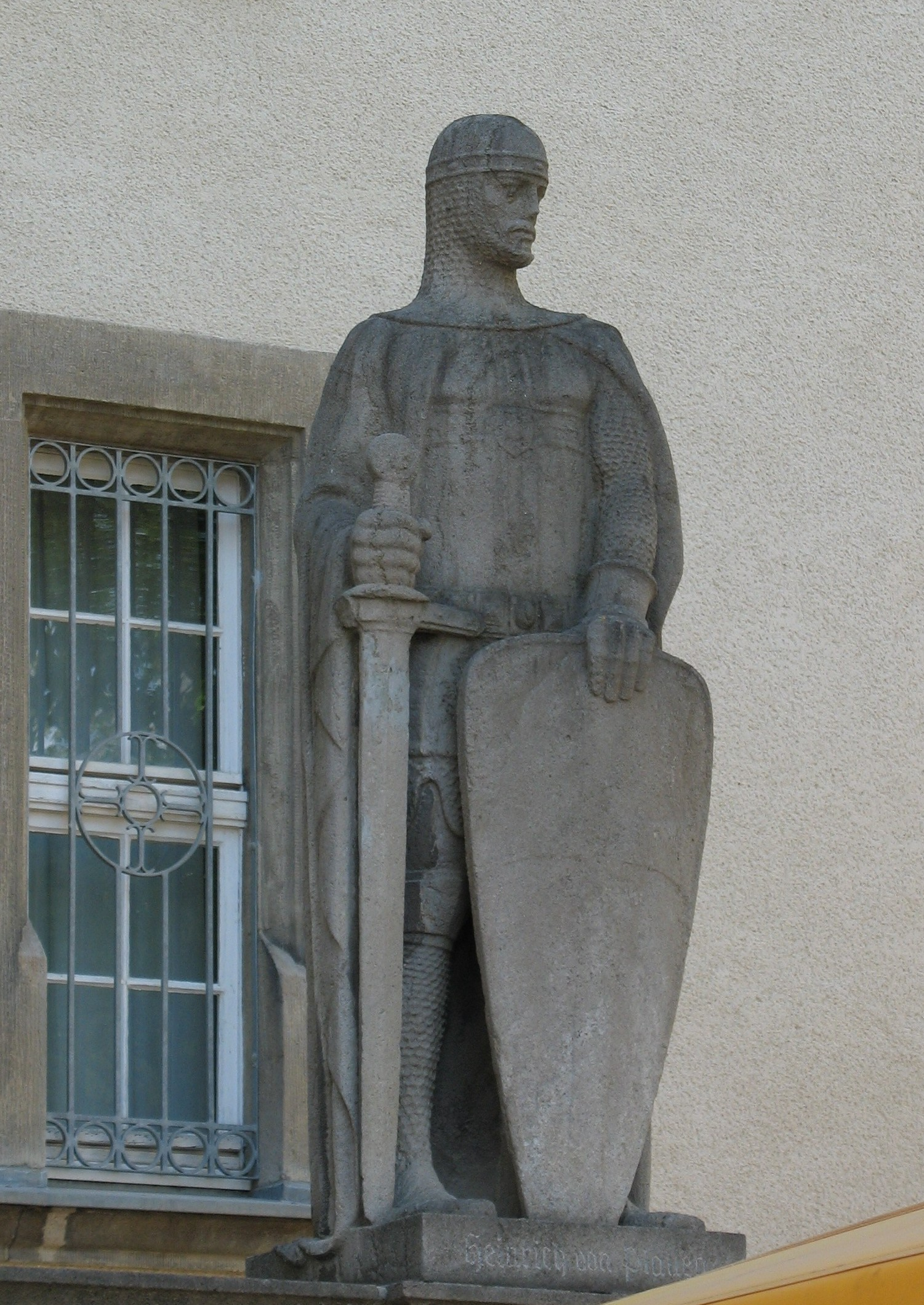
Standbild Heinrichs des Älteren von Plauen vor dem Alten Rathaus in Plauen

Hochmeisterwappen Heinrichs von Plauen

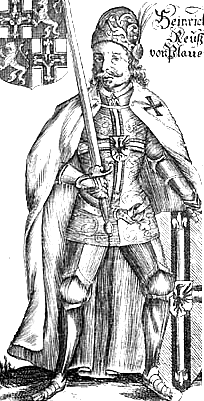
Abbildung von Heinrich (16. Jahrhundert)

Heinrich der Ältere von Plauen (* 1370; † 1429 in Lochstädt bei Königsberg), auch „Retter des Deutschen Ordens“ genannt, übte das Amt des 27. Hochmeisters in der Zeit von 1410 bis 1413 aus. Er entstammte dem Geschlecht der Vögte und Herren von Plauen ältere Linie, dem Haus Mühltroff.

## Leben
1391 in den Orden eingetreten, hatte er in den Jahren 1399 bis 1402 die Hauskomturei in Danzig inne; anschließend war er von 1402 bis 1407 Komtur von Nessau und von 1407 bis 1410 Komtur von Schwetz.
Als Befehlshaber des pommerellischen Armeekorps von 2.000 Mann konnte sich Heinrich im Sommer 1410 auf Grund der sich überstürzenden Ereignisse nicht mehr mit dem Hauptheer des Deutschen Ordens vereinigen. Nach der Katastrophe vom 15. Juli 1410 in der Schlacht bei Tannenberg führte er seine Truppen in Eilmärschen in die Marienburg, wo er bis zum 23. Juli 1410 die Verteidigungsbereitschaft herstellte und verstärkte sowie die allmählich eintreffenden Überreste des geschlagenen Ordensheeres sammelte.
In der folgenden Belagerung der Marienburg (26. Juli 1410 bis 19. September 1410) verteidigte er die Marienburg erfolgreich, bis das polnisch-litauische Belagerungsheer, durch Misserfolge, Hunger und Seuchen geschwächt sowie durch heranrückende Entsatzkräfte aus Livland und dem Reich bedroht, am 19. September 1410 endgültig abzog. In den Wochen danach erfolgte die Wiederherstellung der Ordensherrschaft in Westpreußen.
Am 9. November 1410 wählte das Generalkapitel in Marienburg Heinrich von Plauen zum Hochmeister.
Am 1. Februar 1411 schloss er in Thorn Frieden mit Polen. Der Orden musste außer Schamaiten zwar keine Gebiete abtreten, doch die hohen Kriegsentschädigungen und Lösegelder für gefangengenommene Ritter, insgesamt 100.000 Schock böhmische Groschen, waren schwerwiegend. Diese zwangen Heinrich zu Steuererhöhungen. Diese Lasten wollte er von einem Landesrat mittragen lassen, dem 16 Vertreter der Städte und 32 Angehörige des weltlichen Adels angehören sollten. In der Folgezeit bemühte sich Heinrich um die Erfüllung der Bedingungen des Friedensvertrages, insbesondere der Reparationszahlungen. Erschwert wurde ihm dies durch Auseinandersetzungen innerhalb des Ordens, mit den Landständen sowie durch fortgesetzte Provokationen von Seiten Jagiellos.
Unter Heinrich von Plauen brach die schon länger schwelende innere Krise des Ordens erstmals voll aus, begleitet von Streitigkeiten mit den zunehmend selbstbewusster agierenden Landständen. Um Jagiellos Intrigen ein Ende zu setzen, entschloss er sich im September 1413 zum Krieg – gegen den Willen fast aller Gebietiger. Der Plan, einen Überraschungsschlag gegen Polen zu führen, misslang, da vor allem der Ordensmarschall Michael Küchmeister die Absichten des Hochmeisters hintertrieb und den Rückzug des Heeres anordnete. Daraufhin berief Heinrich von Plauen für den 14. Oktober 1413 das preußische Generalkapitel nach Marienburg ein, um den Marschall abberufen zu lassen. Der aber, wohl vorbereitet, drehte mit Hilfe der Gebietiger den Spieß um, ließ den Hochmeister durch das Kapitel stürzen und festsetzen und sich selbst zum Hochmeister wählen.
Zunächst als Komtur auf die Engelsburg verwiesen, wurde er von seinem Nachfolger Michael Küchmeister nach dessen Amtsübernahme des Hochverrats bezichtigt, gefangengesetzt und von 1414 bis 1422 in Danzig und Brandenburg zusammen mit seinem Bruder, dem Komtur von Danzig, in strenger Haft gehalten. Erst Küchmeisters Nachfolger Paul von Rusdorf befreite ihn aus der Haft und wies ihm das Amt des Pflegers von Lochstädt zu. Hier verbrachte er den Rest seines Lebens bis zu seinem Tod im Jahre 1429.

## Grabstätte
Heinrich von Plauen wurde, wie seine Vorgänger, in der Annenkapelle der Marienburg beerdigt, wo seine Grabplatte noch heute zu besichtigen ist. Beigesetzt wurde Heinrich von Plauen ursprünglich in der Sankt Annenkapelle der Marienburg. Im Mai 2007 entdeckten Archäologen in einer Krypta unter dem Presbyterium des Doms in Marienwerder (ehemaliges Westpreußen) den Sarg Heinrichs von Plauen. Zusammen mit seiner letzten Ruhestätte wurden auch die sterblichen Überreste zweier weiterer Hochmeister aufgefunden, nämlich von Werner von Orseln und Ludolf König von Wattzau. Nach dendrochronologischen Untersuchungen des für die Särge verwendeten Holzes sowie nach DNA-Analysen der Knochenreste, stehe „zu 96 % fest“, dass es sich um die genannten Personen handele.